# Stanisław Gontarczyk
Stanisław Gontarczyk – polski architekt wnętrz, nauczyciel akademicki posiadający kwalifikacje II stopnia w zakresie sztuki, profesor nadzwyczajny Akademii Sztuk Pięknych w Warszawie i innych uczelni.

## Życiorys
Uzyskał kwalifikacje II stopnia w zakresie sztuk plastycznych (odpowiednik stopnia naukowego doktora habilitowanego). Został profesorem nadzwyczajnym Akademii Sztuk Pięknych w Warszawie (Wydział Architektury Wnętrz, Katedra Projektowania Wnętrz i Mebli; Wydział Architektury Wnętrz; Katedra Projektowania), Uniwersytetu Technologiczno-Humanistycznego im. Kazimierza Pułaskiego w Radomiu oraz Wyższej Szkoły Ekologii i Zarządzania w Warszawie (Wydział Architektury)
W 2001 pod jego kierunkiem stopień naukowy doktora sztuk plastycznych otrzymał w Akademii Sztuk Pięknych w Warszawie Andrzej Wyszyński.